# Bourton-on-the-Water

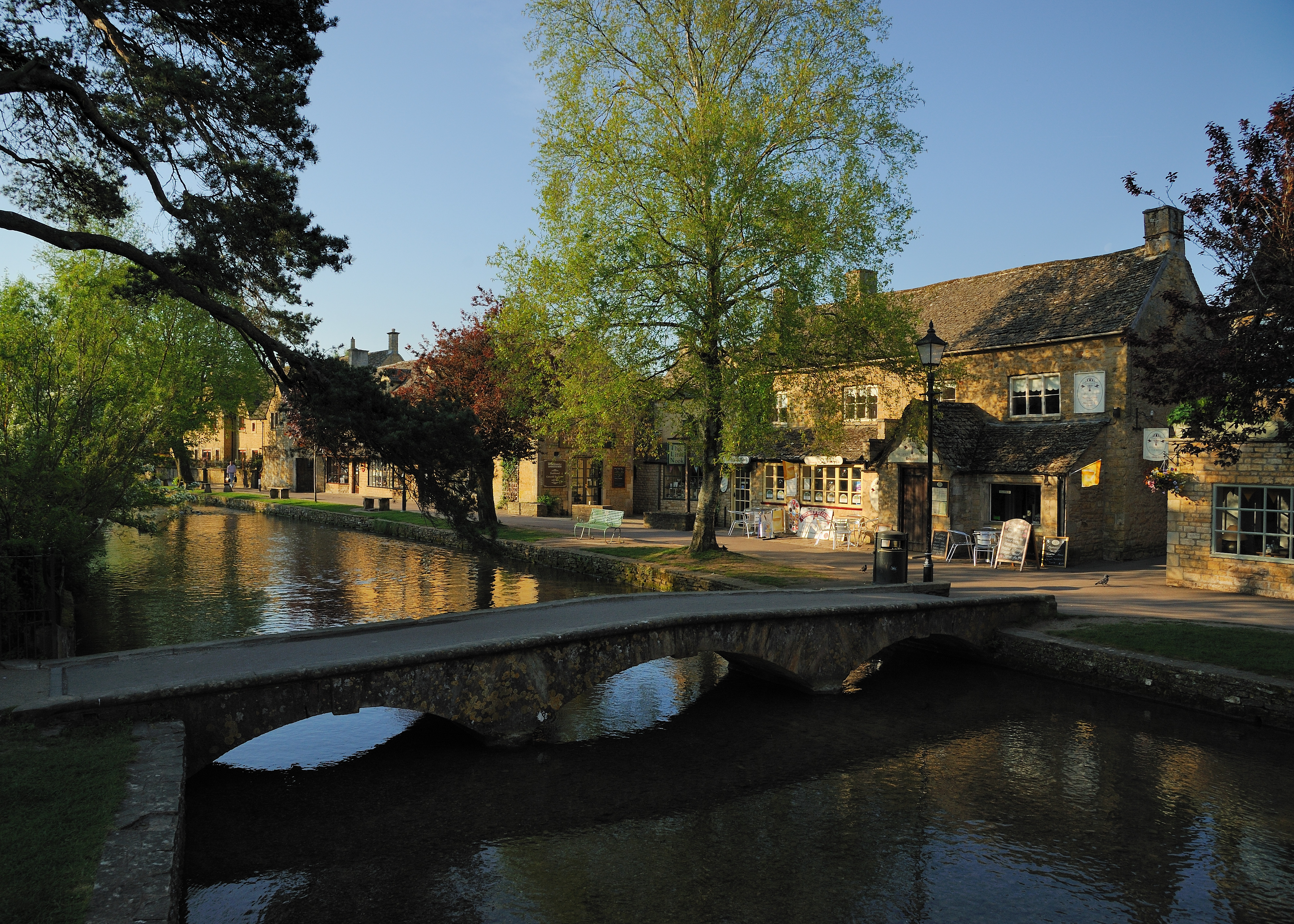
Bourton-on-the-Water, nel Gloucestershire

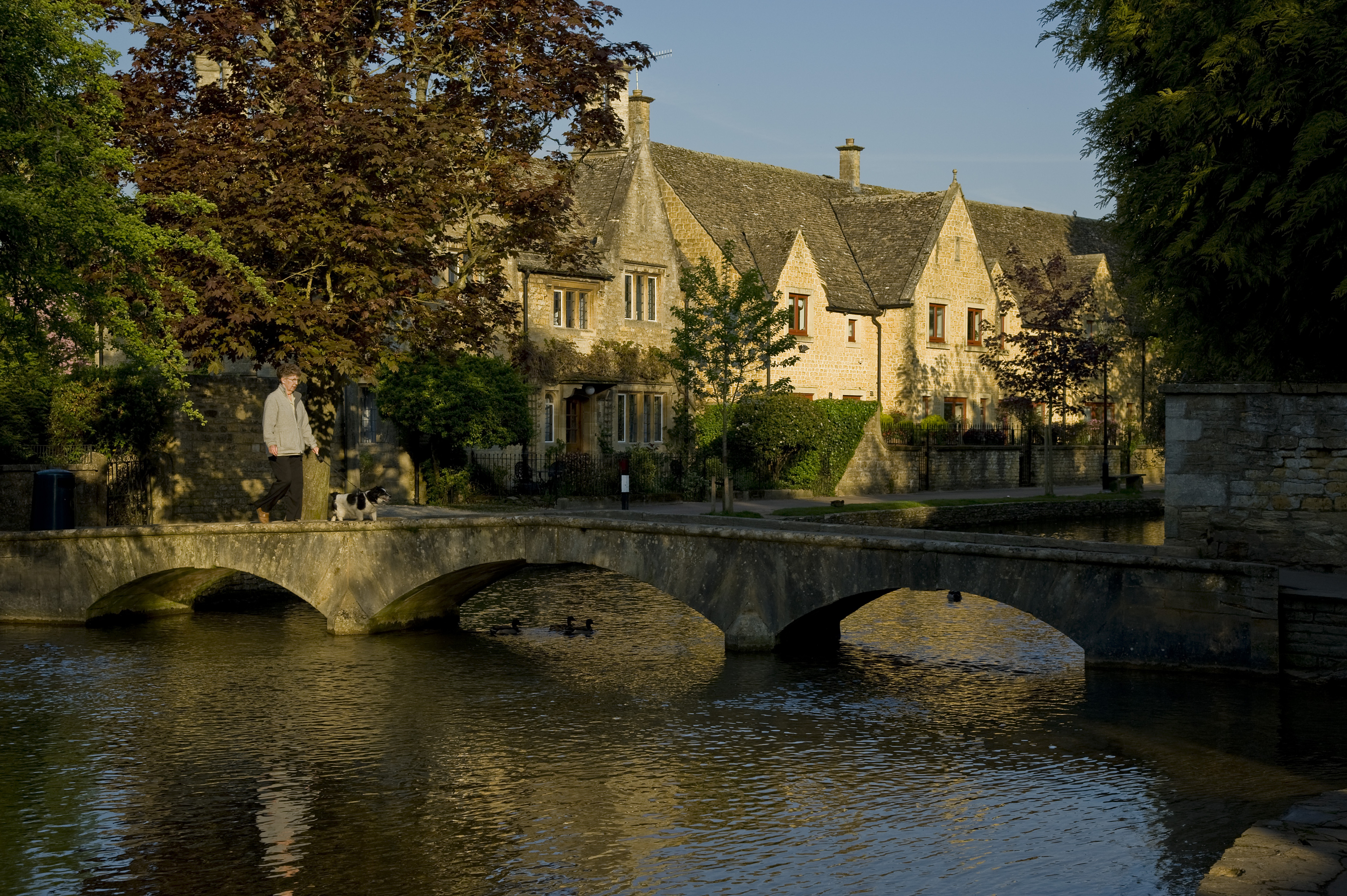
Ponte sul fiume Windrush a Bourton-on-the-Water

Bourton-on-the-Water (4000 ab. ca.) è un villaggio delle Cotswolds, nel distretto omonimo della contea inglese del Gloucestershire (Inghilterra centro-meridionale).
La località è attraversata dal fiume Windrush e - per i suoi canali e ponti - è conosciuta come la "Venezia delle Cotswolds".
Il villaggio accoglie circa 75 000 visitatori l'anno.

## Geografia fisica
Il villaggio di Bourton-on-the-Water è situato nella parte nord-orientale delle Cotswolds, al confine con le Midlands (Inghilterra centrale) meridionali, e si trova a circa 25 km ad est di Cheltenham, a circa 7 km a sud di Stow-on-the-Wold e a circa 25 km a nord-est di Cirencester.

## Origini del nome
Il nome Bourton deriva dalla parola sassone burgh, che significa campo e ton, che significa "villaggio" o "insediamento". Se mettete insieme i due, otterrete "il villaggio accanto al campo".

## Storia
Ci sono prove di insediamenti molto antichi in questa parte del Cotswolds. I tumuli sepolcrali dell'età della pietra e dell'età del bronzo sono comuni in tutta l'area. Sul margine settentrionale del villaggio è la vista di un accampamento dell'età della pietra, che è stato successivamente occupato da successive civiltà. Le barre di valuta dell'età del ferro risalenti al 300 a.C. circa, sono state trovate alla vista durante gli scavi effettuati nel secolo scorso. Ora sono nel British Museum.
La Fosse Way (A429), che passa sul lato occidentale del villaggio, era un'importante strada romana che correva dalla West Country al Lincolnshire in linea retta come consentiva il terreno. Per un certo periodo, questo costituì il confine tra la Britannia romana a est e la Britannia Celtica a ovest, ma l'espansione romana presto la rese superfluo come confine. I romani consideravano di importanza strategica il punto di incrocio sul fiume Windrush, così costruirono un campo nell'area che ora chiamiamo Lansdowne.
Il fiume era molto più ampio e profondo in quel momento e scorreva dal ponte a sud del villaggio attraverso i prati fino a Pockhill, quindi lungo l'attuale giorno Letch Lane e Clapton Row per raggiungere l'attuale fiume dove Birdland si trova oggi. All'inizio del XVII secolo fu incanalato attraverso il centro del villaggio per fornire un sufficiente flusso d'acqua per alimentare tre mulini, uno dei quali è ora The Motor Museum. Sembra che non esistano registrazioni che descrivono il riallineamento del fiume, che nei secoli successivi sarebbe stato una caratteristica così importante nel disegnare visitatori, artisti e fotografi da tutto il mondo.
Durante la guerra civile, iniziata nel 1642, l'area era fedele al re. Il rettore di Bourton-on-the-Water era Thomas Temple, che era anche cappellano della famiglia reale e tutore dei principi reali. Il Rettore viveva nella casa padronale di fronte alla chiesa e Carlo I pagava parecchie visite. Nel giugno 1644 il re sulla rotta per Evesham con il suo esercito si fermò nel villaggio. Il re e suo figlio, il futuro Carlo II, rimasero nella casa padronale e il suo esercito si accampò su quelli che ora sono i campi da gioco della Scuola del Cotswold.
Il re non doveva sapere che entro due anni la guerra sarebbe andata persa dopo che la battaglia finale si fosse conclusa nella piazza di Stow-on-the-Wold, a sole quattro miglia lungo la Fosse Way. Alla restaurazione nel 1660, Carlo II nominò il vescovo di Bristol, Thomas Temple, in riconoscimento del sostegno che diede a suo padre.
La chiesa parrocchiale di San Lorenzo fu costruita sul sito di un tempio romano. I registri mostrano che una chiesa sassone, probabilmente costruita in legno, occupò il sito nel 708 d.C. Nel 1110 fu costruita una chiesa in pietra normanna. L'edificio attuale è una combinazione di coro del 14° secolo, una torre georgiana e una navata vittoriana e questa strana miscela di stili ha dato vita a un edificio piacevole e interessante.
I veri punti di riferimento di Bourton-on-the-Water sono i cinque ponti che attraversano il fiume, tutti costruiti in pietra locale. All'estremità occidentale del villaggio il green è Mill Bridge costruito nel 1654 e originariamente chiamato Broad o Big Bridge. Accanto si trova la passerella nel centro del villaggio verde chiamata High Bridge ed è stata costruita nel 1756. Segue il ponte Paynes costruito nel 1776. La passerella, che si trova nelle vicinanze, si chiama New Bridge ed è stata costruita nel 1911 da un benefattore locale, di nome George Frederick Moore, che era stato un piantatore di tè di successo. Nel 1953, di fronte all'Old New Inn, fu costruita la Passerella dell'Incoronazione per sostituire una precedente struttura in legno risalente al 1750.
Quando la ferrovia fu costruita per collegare Cheltenham alle Midlands, un Mr. Pulham usò un servizio di charabanc trainato da cavalli per portare i visitatori dalle Midlands industriali sulle colline da Cheltenham a Bourton-on-the-Water. I primi turisti stavano andando a vedere i Cotswolds. Nel 1881, una linea ferroviaria correva da Cheltenham a Oxford passando per Bourton-on-the-Water e Kingham . Sebbene la stazione ferroviaria sia stata chiusa nel 1962, gli allenatori Pulhams rimangono parte della vita locale e i visitatori vengono ancora a vedere questo delizioso villaggio.

## Monumenti e luoghi d'interesse
- Cotswolds Motoring Museum
- Parco in miniatura
- "Birdland", parco ornitologico
- The Dragonfly Maze

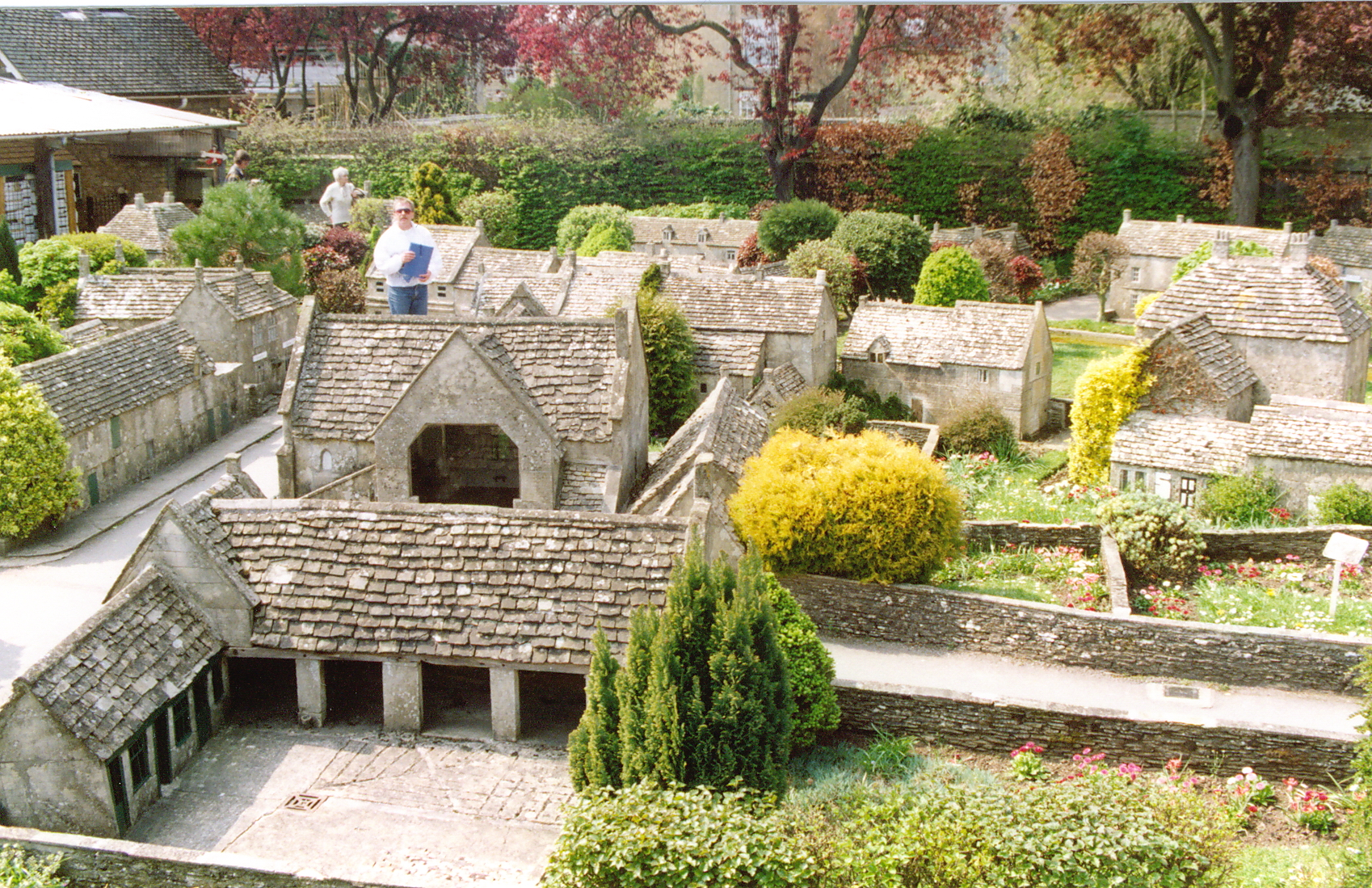
Bourton-on-the-Water: il villaggio in miniatura
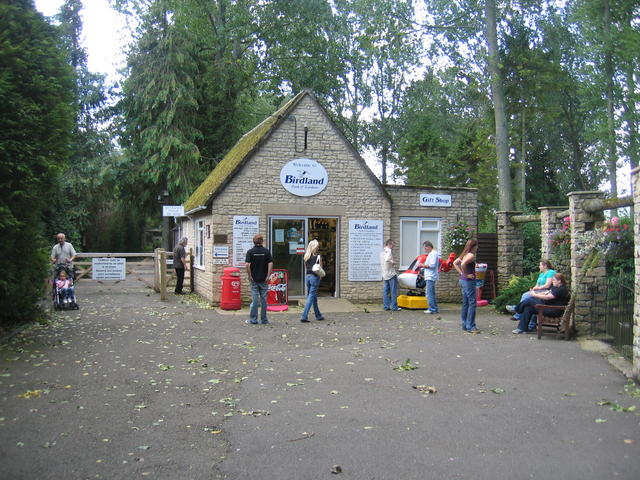
Bourton-on-the-Water: entrata a "Birdland"

## Feste ed eventi
- Sin dagli inizi del XIX secolo, si svolge, ogni ultimo lunedì di agosto sul fiume Windrush la "partita di calcio sull'acqua".[13]